# Drvenik Mali
Drvenik Mali (sprich Dirvenik Mali, italienisch Zirona Piccola) ist eine Insel im Adriatischen Meer in der kroatischen Gespanschaft Split-Dalmatien.
Von der lokalen Bevölkerung wird die Insel auch Ploča (deutsch Platte) genannt. Vorfahren der heutigen Bewohner stammten aus der Landschaft Zagora. Die 50 bis 70 Einwohner der Insel sind auf mehrere kleine Siedlungen verteilt. Hauptort der Insel ist der Hafen Borak, wo die Schifferboote liegen und die Fähre der Jadrolinija anlegt. Weiterhin gibt es die Siedlungen Dolici, Petomavar, Matussin Bok, Vela Rina und Mala Rina, sowie im Inneren der Insel Velika Kuknara und Mala Kuknara. Der höchste Punkt dieser 3,4 km² kleinen Insel heißt Glavica und befindet sich auf 79 m Meereshöhe. Drvenik Mali ist durch die Fähren der Jadrolinija, die mehrmals täglich die Insel bedienen, mit der Nachbarinsel Drvenik Veli und dem 8 km entfernten Trogir verbunden.
Im Gegensatz zu anderen Inseln der Region ist Drvenik Mali touristisch wenig erschlossen. So sind Flora und Fauna in ihren Ursprüngen erhalten geblieben. Viele mediterrane Heilpflanzen gedeihen dort. Es gibt viele Olivenplantagen, es wird Wein angebaut und Johannisbrotbäume wachsen dort. Das Olivenöl „extra vergine“ ist sehr beliebt und wird in ganz Kroatien verkauft.

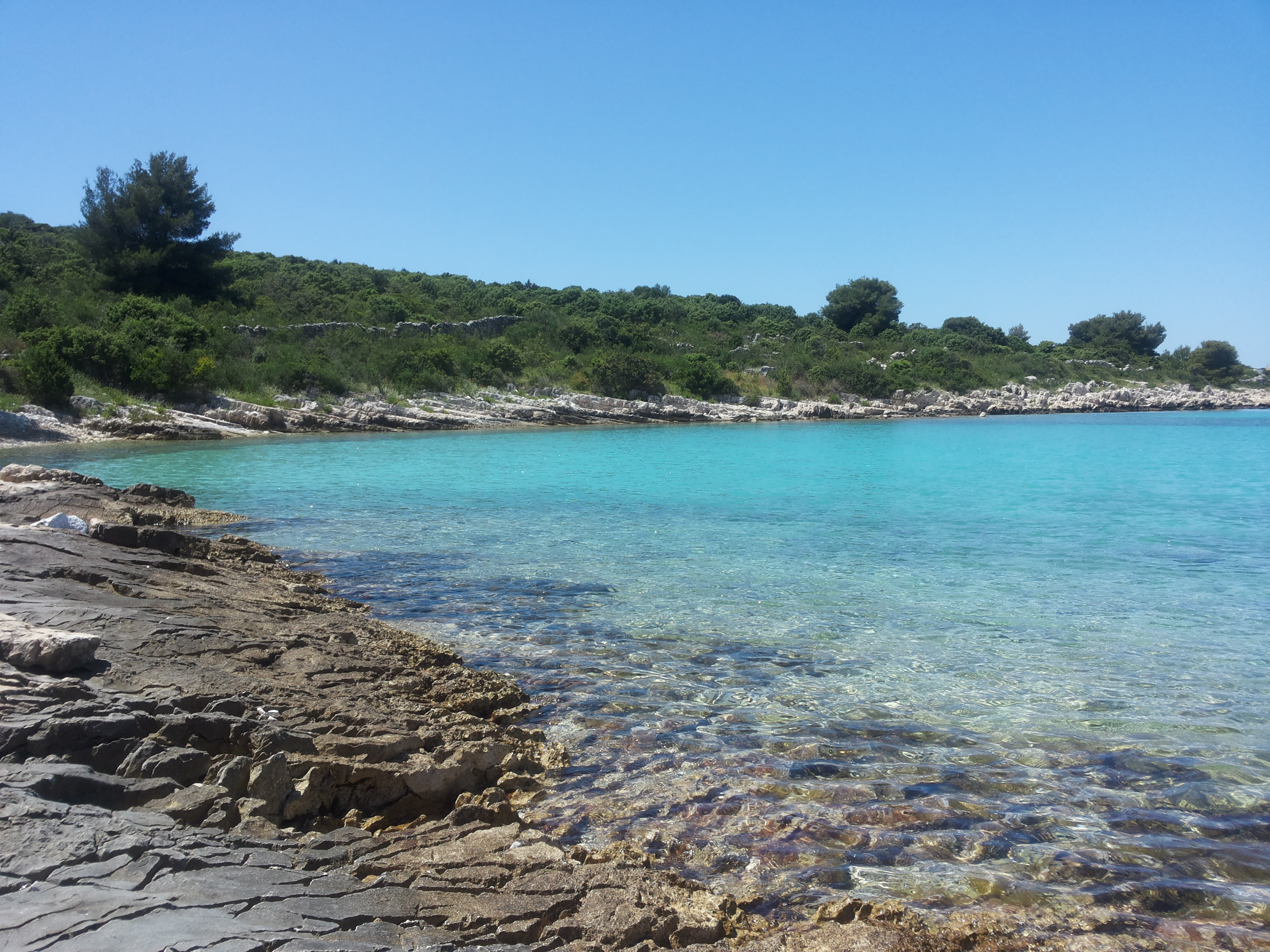
Bucht auf Drvenik Mai
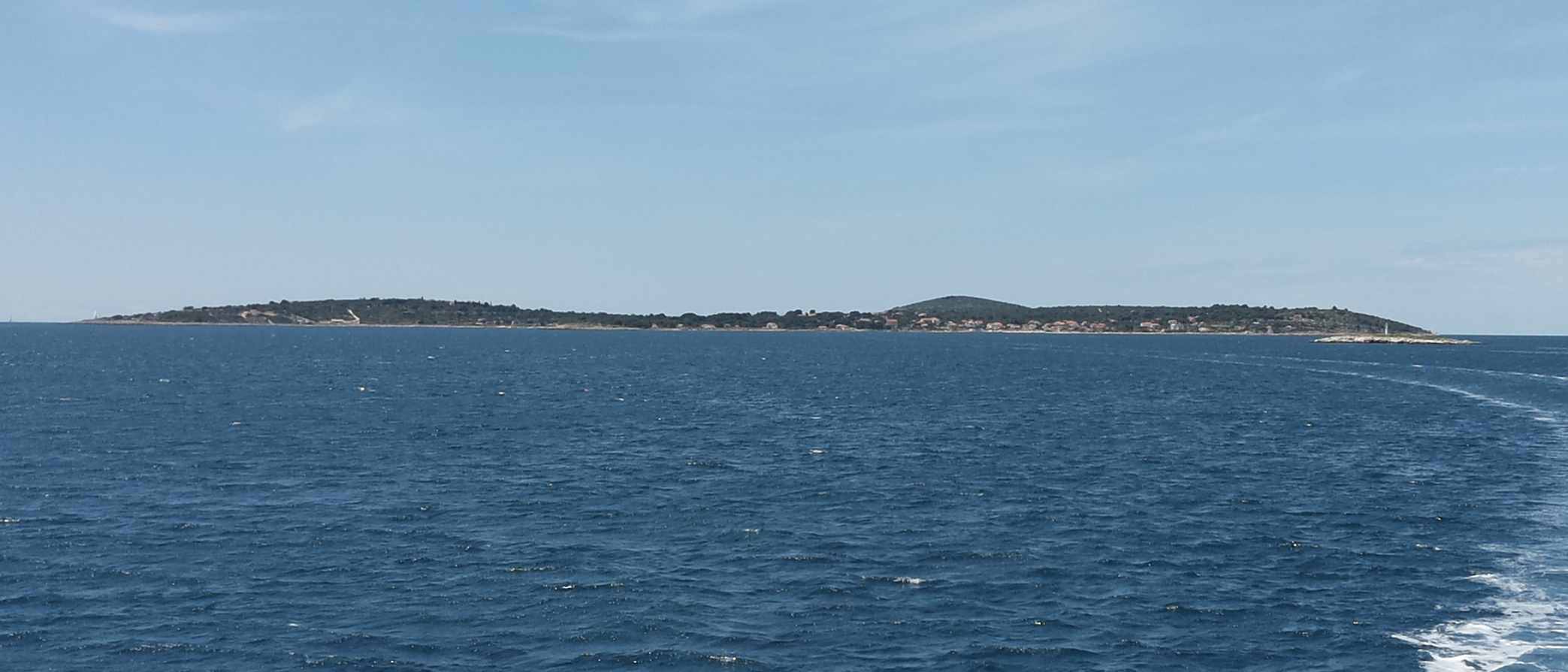
Blick auf Drvenik Mali mit Borak als Hafen